# Vodopády v Modřanské rokli
Vodopády v Modřanské rokli v Praze se nacházejí na Lhotském potoce v katastrálním území Cholupice.

## Lokalita
Lhotský potok vtéká do Písnického potoka v přírodní památce Modřanská rokle. Přibližně 100 metrů před soutokem je vyšší z vodopádů; menší metrová kaskáda je těsně před ústím potoka.

## Charakteristika

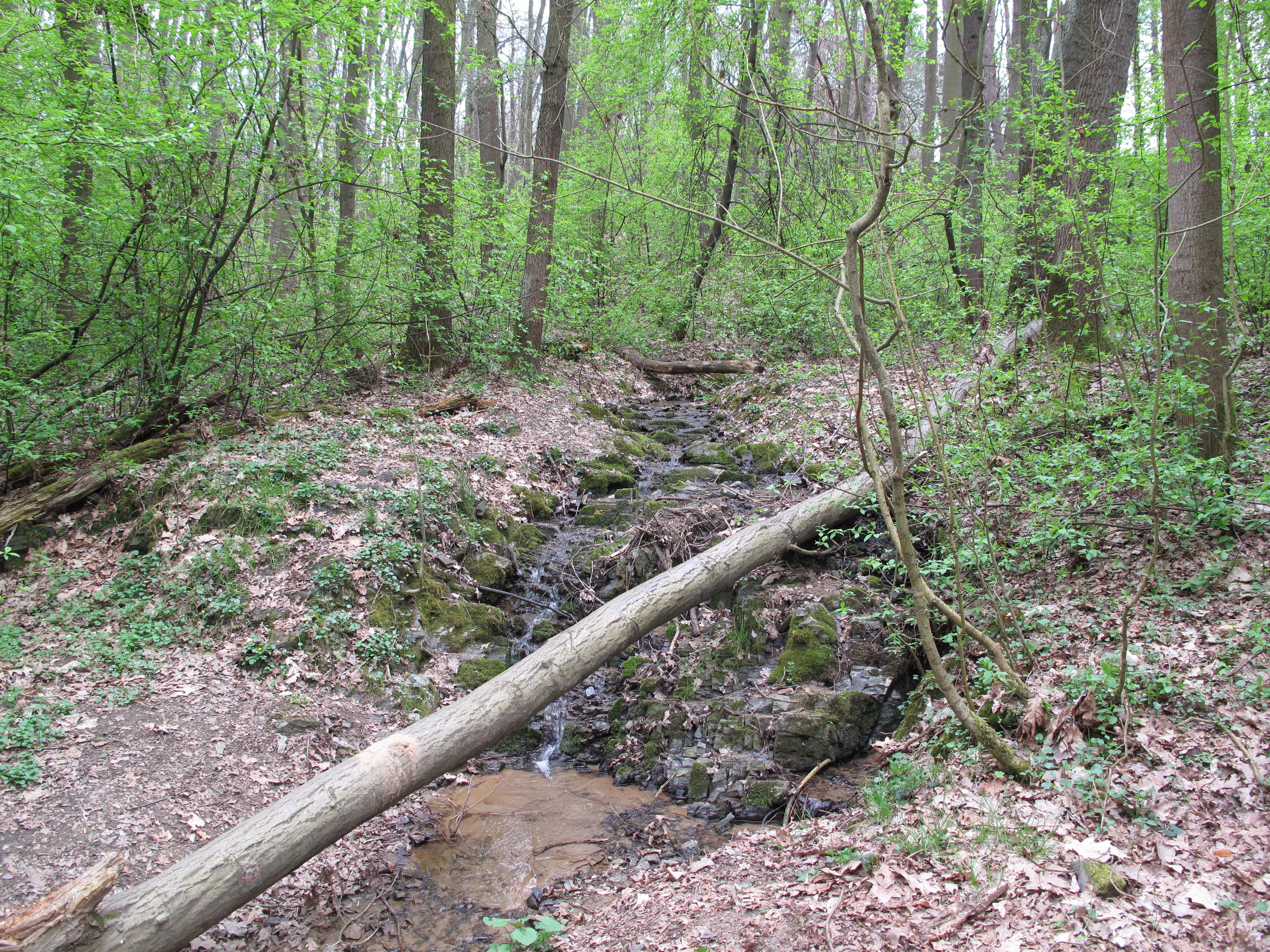
menší kaskáda

Hranu vyššího vodopádu tvoří nezpevněné sedimenty. Jednotlivé vrstvy těchto sedimentů postupně erodují; protože má potok málo vody, bude eroze jeho podloží probíhat mnoho let.
Přibližně metrová kaskáda těsně před soutokem je na pevnějším skalním podloží; není vysoká ani strmá.

## Turismus
Podél soutoku Lhotského a Písnického potoka vede turistická značená trasa  1013 z Písnice přes Modřany a Komořany do Zbraslavi.